# حد (إسلام)
الحد لغة: هو المنع، وحدود الله: هي محارمه التي نهى عن ارتكابها وانتهاكها، قال تعالى: ﴿تِلْكَ حُدُودُ اللَّهِ فَلَا تَقْرَبُوهَا﴾ [البقرة:187]. ومعنى الحد شرعًا: «عقوبة مقدرة في الشرع؛ لأجل حق الله»، وقيل: عقوبة مقدرة شرعاً في معصية؛ لتمنع من الوقوع في مثلها أو في مثل الذنب الذي شرع له العقاب. والحدود شُرِعَت لتكون زجرًا للنفوس عن ارتكاب المعاصي والتعدي على حرمات الله سبحانه، فتتحقق الطمأنينة في المجتمع ويشيع الأمن بين أفراده، ويسود الاستقرار، ويطيب العيش. كما أن فيها تطهيرًا للعبد في الدنيا؛ لحديث عبادة بن الصامت مرفوعًا في البيعة، وفيه: «ومن أصاب من ذلك شيئاً فعوقب به فهو كفارته» وحديث خزيمة بن ثابت مرفوعًا: «من أصاب حدًا أقيم عليه ذلك الحد، فهو كفارة ذنبه.»

## تعريف الحدود

### لغويًا
الحد هو الحاجز بين الشيئين. وحد الشيء: منتهاه. تقول: حددت الدار أَحُدُّها حَدّاً، والحَدُّ: المَنْعُ، وهذا أَمْرٌ حَدَدٌ: أي منيعٌ حَرامٌ لا يَحِلُّ ارتكابه وحَدَدْتُ الرَجُل: أقمتُ عليه الحَدَّ، لأنّه يَمْنَعُهُ من المُعاودة. وأَحَدَّتِ المرأة: أي امتَنَعت من الزينة والخِضابِ بعد وفاة زوجها، ومنه حدود الأرض وحدود الحرم ونحوهما كتسمية أهل الاصطلاح المعرف للماهية بالزانيات حدا، إذ الحد يمنع أفراد غير المعرف من الدخول في التعريف ويمنع أفراد غير المعرف من الخروج عن التعريف، ومنه أيضا للإشارة إلى المنع. وهي أحد أقسام المعاملات في علم الفقه. وهي: العقوبات المقدرة في الشرع. وقد بين الإسلام أحكام الحدود، وتطبيقها على الحياة العامة للمسلم وغير المسلم.

### في المصطلح
الحد اصطلاحًا: هو الْحاجز الْمَانِع وَيُقَال المطرد المنعكس وحدود الشَّرْع مَوَانِع وزواجر لِئَلَّا يتَعَدَّى العَبْد عَنْهَا وَيمْتَنع بهَا.

## أنواع الحدود
لأن الحد في الإسلام عقوبة مقدرة للمصلحة العامة وحماية النظام، وقد قرر القرآن والسنة النبوية حدودًا لجرائم محددة تسمى جرائم الحدود وهذه الجرائم هي:
- حد الزنا وهو الرجم حتى الموت للمُحصن، ومائة جلدة لغير المحصن وهو قوله: ﴿الزَّانِيَةُ وَالزَّانِي فَاجْلِدُوا كُلَّ وَاحِدٍ مِنْهُمَا مِائَةَ جَلْدَةٍ وَلَا تَأْخُذْكُمْ بِهِمَا رَأْفَةٌ فِي دِينِ اللَّهِ إِنْ كُنْتُمْ تُؤْمِنُونَ بِاللَّهِ وَالْيَوْمِ الْآخِرِ وَلْيَشْهَدْ عَذَابَهُمَا طَائِفَةٌ مِنَ الْمُؤْمِنِينَ ۝٢﴾ [النور:2].
- حد الحرابة، هو إما القتل أو الصلب أو قطع اليد والرجل من خلاف أو النفي من الأرض، ويختلف على حسب حجم الإفساد في الأرض، وهو قوله تعالى: ﴿إِنَّمَا جَزَاءُ الَّذِينَ يُحَارِبُونَ اللَّهَ وَرَسُولَهُ وَيَسْعَوْنَ فِي الْأَرْضِ فَسَادًا أَنْ يُقَتَّلُوا أَوْ يُصَلَّبُوا أَوْ تُقَطَّعَ أَيْدِيهِمْ وَأَرْجُلُهُمْ مِنْ خِلَافٍ أَوْ يُنْفَوْا مِنَ الْأَرْضِ ذَلِكَ لَهُمْ خِزْيٌ فِي الدُّنْيَا وَلَهُمْ فِي الْآخِرَةِ عَذَابٌ عَظِيمٌ ۝٣٣ إِلَّا الَّذِينَ تَابُوا مِنْ قَبْلِ أَنْ تَقْدِرُوا عَلَيْهِمْ فَاعْلَمُوا أَنَّ اللَّهَ غَفُورٌ رَحِيمٌ ۝٣٤﴾ [المائدة:33–34].
- حد القذف، وهو ثمانون جلدة وهو قوله تعالى: ﴿وَالَّذِينَ يَرْمُونَ الْمُحْصَنَاتِ ثُمَّ لَمْ يَأْتُوا بِأَرْبَعَةِ شُهَدَاءَ فَاجْلِدُوهُمْ ثَمَانِينَ جَلْدَةً وَلَا تَقْبَلُوا لَهُمْ شَهَادَةً أَبَدًا وَأُولَئِكَ هُمُ الْفَاسِقُونَ ۝٤﴾ [النور:4].
- حد السرقة في الإسلام، وهو قطع اليد وهو قوله تعالى: ﴿وَالسَّارِقُ وَالسَّارِقَةُ فَاقْطَعُوا أَيْدِيَهُمَا جَزَاءً بِمَا كَسَبَا نَكَالًا مِنَ اللَّهِ وَاللَّهُ عَزِيزٌ حَكِيمٌ ۝٣٨﴾ [المائدة:38].
- حد اللواط: القتل، فقد ثبت عن النبي ﷺ أنه قال: «من وجدتموه يعمل عمل قوم لوط، فاقتلوا الفاعل والمفعول به»،[5][6][7][8] وبعض أهل العلم يرى بأن يكون قتله رجمًا، وبعضهم يرى قتله حرقًا كما فعل أبو بكر الصديق  عندما كتب خالد بن الوليد إلى أبي بكر الصديق ، أنه وجد في بعض ضواحي العرب رجلا ينكح كما تنكح المرأة، وقامت عليه بذلك البينة، فاستشار أبو بكر  في ذلك أصحاب رسول الله ﷺ، فكان أشدهم في ذلك قول علي بن أبي طالب ، قال: «إنَّ هذا ذنب لم تعص به أمة من الأمم إلا أمة واحدة، صنع الله تعالى بها ما علمتم، أرى أن نحرقه بالنار». فكتب أبو بكر  إلى خالد بن الوليد  تحرقه بالنار، ثم حرقهم ابن الزبير  في زمانه بالنار، ثم حرقهم هشام بن عبد الملك، ثم حرقهم القسري بالعراق»،[9] وروي عن بعض الصحابة أنه يلقى من شاهق، ويتبع بالحجارة، كما فعل الله بقوم لوط وهو الراجح؛ قال شيخ الإسلام ابن تيمية: «اتفق الصحابة  على قتلهما جميعًا؛ لكن تنوعوا في صفة القتل: فبعضهم قال: يرجم وبعضهم قال: يرمى من أعلى جدار في القرية ويتبع بالحجارة وبعضهم قال: يحرق بالنار؛ ولهذا كان مذهب جمهور السلف والفقهاء أنهما يرجمان بكرين كانا أو ثيبين».[10]
- حد شرب الخمر: وهو أربعون جلدة وقد يصل إلى ثمانين وما فوق الأربعون يعد تعزيرًا.
- حد الردة، وهو قول الرسول: «مَنْ بَدَّلَ دِينَهُ فَاقْتُلُوهُ، وَلاَ تُعَذِّبُوهُ بِعَذَابِ اللَّهِ‌».[11] وقوله: «لا يَحِلُّ دَمُ امْرِئٍ مُسْلِمٍ إِلاَّ بإِحْدَى ثَلاثٍ: الثَّيِّبُ الزَّانِي، والنَّفْسُ بالنَّفْسِ، والتَّارِكُ لدِينِهِ المُفَارِقُ للجَمَاعَةِ».[12]
- حد القتل لقوله تعالى: ﴿وَمَا كَانَ لِمُؤْمِنٍ أَنْ يَقْتُلَ مُؤْمِنًا إِلَّا خَطَأً وَمَنْ قَتَلَ مُؤْمِنًا خَطَأً فَتَحْرِيرُ رَقَبَةٍ مُؤْمِنَةٍ وَدِيَةٌ مُسَلَّمَةٌ إِلَى أَهْلِهِ إِلَّا أَنْ يَصَّدَّقُوا فَإِنْ كَانَ مِنْ قَوْمٍ عَدُوٍّ لَكُمْ وَهُوَ مُؤْمِنٌ فَتَحْرِيرُ رَقَبَةٍ مُؤْمِنَةٍ وَإِنْ كَانَ مِنْ قَوْمٍ بَيْنَكُمْ وَبَيْنَهُمْ مِيثَاقٌ فَدِيَةٌ مُسَلَّمَةٌ إِلَى أَهْلِهِ وَتَحْرِيرُ رَقَبَةٍ مُؤْمِنَةٍ فَمَنْ لَمْ يَجِدْ فَصِيَامُ شَهْرَيْنِ مُتَتَابِعَيْنِ تَوْبَةً مِنَ اللَّهِ وَكَانَ اللَّهُ عَلِيمًا حَكِيمًا ۝٩٢﴾ [النساء:92].